# 全国警察组织联合会
全国警察组织联合会（英語：National Association of Police Organizations）是美国一家代表警察、执法人员，警察单位和地方警官协会利益的游说集团。该联合会成立于1978年，代表超过2000个警察单位或协会，以及24.1万名在职警察、1.1万名退休警察及超过10万名与警察并无直接联系的平民。全国警察组织联合会赞助了“顶级警官奖（Top Cops Award）”，这是一个颁发给有杰出从业记录的警官个人奖项。
全国警察组织联合会的总裁为米克·麦克海尔（Mick McHale）；而执行总监为威廉·约翰逊（William J. Johnson）。

## 赞助奖项
全国警察组织联合会通过向其他警官征集提名并从中选拔最佳警察而授予“顶级警官奖（Top Cops Award）”。获奖者将出席颁奖晚宴，而这个晚宴是接受商业赞助的；全国警察组织联合会宣称这是“（向）不同执法领域的高级政府执行官及主要决策者”提供推销的机会。因此，金融集团、保险公司及武器制造商们是最主要的赞助者。

## 政治背书
在2010年亚利桑那州美国联邦参议员选举中，全国警察组织联合会选择支持小约翰·戴维·海沃思挑战約翰·麥凱恩。

## 立法推动
全国警察组织联合会出版它们的宣传小册子，介绍它们所关注的立法优先事项以及它们对国会山的法案所采取的官方立场。他们还公布了一个统计卡，总结了众议院和参议院成员在每个国会期间对全国警察组织联合会立场的投票情况。
2015年，全国警察组织联合会支持并推动了《不要向公安英雄征税法案（Don't Tax Our Fallen Public Safety Heroes Act）》。